# Felföldi László (néprajzkutató)
Felföldi László (Szeged, 1947. augusztus 12. –) magyar néprajzkutató, táncfolklorista.

## Életpályája
1961–1965 között a balassagyarmati Szántó Kovács János Gimnázium hallgatója volt. 1967–1972 között a József Attila Tudományegyetem Bölcsészettudományi Karának angol-orosz, néprajz szakos hallgatója volt. 1973–1983 között a makói József Attila Múzeum néprajzos muzeológusa volt. 1981–1984 között alapfokú zeneiskolai tanulmányokat folytatott. 1984-ben egyetemi doktori fokozatot szerzett. 1984–1985 között a Magyar Tudományos Akadémia Zenetudományi Intézetének munkatársa, 1985–1988 között tudományos titkára volt, 1989-tól a Magyar Tudományos Akadémia Zenetudományi Intézetének osztályvezetője, majd 2002–2007 között tudományos igazgató-helyettese volt. 1997-ben az Európai Folklór Központ igazgatója volt. 2003-ban PhD fokozatot szerzett a Budapesti Tudományegyetemen.

### Munkássága
Kutatási területe a rituális táncok, a rokon népek táncai és a Dél-Alföld tánchagyománya. 1972–1984 között a Dél-kelet Alföld tánchagyományának monografikus kutatását végezte. 1984–1988 között a magyarországi nemzeti kisebbségek tánchagyományát kutatta. 1986–1991 között a Malozsa völgy tánchagyományának monografikus kutatását végezte el. 1990–1991 között a szomszédos országok magyarságának tánchagyománya érdekelték. 1991–1996 között összehasonlító néptánckutatás végzett a Volga vidéki finnugor és törökös népek körében.

## Tagságai
1973 óta a Magyar Néprajzi Társaság tagja. 1990-ben a Magyar Néprajzi Társaság Népzenei és Néptánc szakosztály társelnöke illetve elnöke volt. 1990–1995 között a Magyar Tudományos Akadémia Uralisztikai Komplex Bizottság tagja volt. 1994–1995 között a Magyar Tudományos Akadémia Néprajzi Bizottságának tagja volt. 1994–1996 között a Magyar UNESCO Bizottság Kulturális Szakbizottságának tagja volt.

## Díjai
- Magyar Ezüst Érdemkereszt (1997)[1]
- Deszk díszpolgára (2001)[2]
- Szent Száva-díj (2004)[1]
- Pitré - Salomone- XXXX Díj (Palermo, 2004)
- A Magyar Érdemrend lovagkeresztje (2007)[1]
- Európai Folklór Díj (2007)
- A Magyar Érdemrend tisztikeresztje (2018)[3]
- Martin György-díj (2019)[4]